# 曾阜
曾阜（？—？），姒姓，曾氏，名阜，是太子巫的儿子，曾点的父亲，曾子的祖父，鲁国叔孙氏家臣。
前541年，鲁国司马叔孙豹出国参与诸侯盟会，司徒季武子却趁机发兵进攻莒国，占据了郓地，楚国方面要求晋国杀死叔孙豹，幸亏赵武的调解，叔孙豹才被赦免。
叔孙豹回国后，曾夭为季武子驾车去慰劳他。从早晨到中午，叔孙豹始终没有出来。曾夭对曾阜说：“从早晨一直等到中午，我们已经知道罪过了。鲁国是用互相忍让来治理国家的。在国外忍让，在国内不忍让，那又何必呢？”曾阜说：“主人几个月在外边，你们不过在这里等了一早上，有什么妨碍？商人想要赢利，还能讨厌喧闹吗？”不久，曾阜对叔孙豹说：“可以出去了。”叔孙豹指着柱子说：“我虽然讨厌这个柱子，难道能够去掉它吗？”于是就出去接见季武子。